# 抚松仙人洞遗址
抚松仙人洞遗址，位于中国吉林省抚松县松郊乡马鹿沟，为一个省级文物保护单位，类型为古遗址，公布时间为1999年2月26日。该文物保护单位由抚松县文管所管理。
抚松仙人洞遗址的历史年代为旧石器时代。